# Liste der Bodendenkmale in Hardegsen
In der Liste der Bodendenkmale in Hardegsen sind die Bodendenkmale der niedersächsischen Gemeinde Hardegsen aufgeführt. Die Quelle ist der Denkmalatlas Niedersachsen. 

Hardegsen im Landkreis Northeim

Der Stand der Liste ist der 2. Februar 2025.

## Allgemein
In den Spalten finden sich folgende Informationen des Bodendenkmales:
| Lage         | geographische Koordinaten                                                           |
| Bezeichnung  | Bezeichnung lt. Denkmalatlas                                                        |
| Beschreibung | Beschreibung lt. Denkmalatlas                                                       |
| ID           | Objekt-ID                                                                           |
| Bild         | Bild, ggf. zusätzlich mit Link zu weiteren Fotos im Medienarchiv Wikimedia Commons. |

## Ertinghausen
| Lage                        | Bezeichnung              | Beschreibung | ID       | Bild |
| --------------------------- | ------------------------ | --- | -------- | ---- |
| 51° 39′ 17″ N, 9° 46′ 25″ O | Ertinghausen 9, Wegespur | Teilabschnitt der mittelalterlichen Wegeverbindung Uslar-Volpriehausen-Hardegsen. An der südl. Gemarkungsgrenze zu Hardegsen in geschwungenem Verlauf. Im O Fortsetzung in Gmkg. Hardegsen, im W Fortsetzung in der Gmkg. Schlarpe. Lt. Denecke (1969, s. Lit.) historische Wegespur, die in der Hanglage der Flur Dieksgründe als markantes Hohlwegbündel ausgeprägt ist. L. in der Gmkg. ca. 1 km. Überwiegend sehr gut erhalten mit bis zu drei ca. parallelen Wegespuren von bis zu 2,5 m T. - Teilstück ID: 35504996 | 34819080 | BW   |

## Hardegsen
| Lage                       | Bezeichnung              | Beschreibung | ID       | Bild           |
| -------------------------- | ------------------------ | --- | -------- | -------------- |
| 51° 39′ 5″ N, 9° 49′ 37″ O | Hardegsen 4, Burg Hardeg | Burganlage mit einer Grundfläche von ca. 140 (WSW-ONO) × 110 m. Lt. Kühlhorn (1976, s. Lit.) war die Burg zur Stadt hin durch einen in den Felsen getriebenen Graben geschützt. Mit Ausnahme eines kleinen Teilstückes im NO-Bereich der Burg ist dieser Graben heute verfüllt. Heutige Bebauung: Das alte Mos- bzw. Muthaus, das laut zeitgenössischer Inschrift am Fenster neben dem hochgelegenen Westeingang im Jahre 1324 errichtet wurde. Es ist ein dreigeschossiger Rechteckbau von ca. 25,5 (NNW-SSO) × 14 m Fläche und ca. 35 m Höhe aus sorgfältig behauenen Buntsandsteinquadern. Die Mauerstärke liegt zwischen 3,5 m im Erdgeschoss und 2,34 m im obersten Geschoss. Der ehemals westl. des Muthauses gelegenen Bergfried, der in dem Merianstich von 1654 noch gut dargestellt ist, wurde vollständig abgebrochen. | 34819262 | Weitere Bilder |
| 51° 39′ 9″ N, 9° 49′ 40″ O | Hardegsen 14, Hohlweg    | Der Weg führt in bogenförmigem Verlauf von der alten Mühle im O den Burgberg hinauf in Richtung auf das N-Tor der Burg Hardegsen. Einfacher Hohlweg, der in den anstehenden Sandsteinfelsen eingemeißelt wurde. In der unteren, östl. Hälfte sehr gut erhalten und als Fußweg genutzt, im oberen Bereich nach Ausbau einer Fahrstraße aufgefüllt und mit Teerdecke befestigt. L. der freiliegenden Wegstrecke ca. 30 m; lichte Br. ca. 3 m; Fahrbahn-Br. ca. 1,5 m; bis ca. 1,5 m T. in den Fels gehauen. Die Wegeführung ist vermutlich im späten Mittelalter als Zuwegung zur Burg Hardegsen angelegt worden. | 34819293 | BW             |
| 51° 39′ 5″ N, 9° 47′ 16″ O | Hardegsen 16, Wegespur   | Das Hohlwegsystem ist teils unterschiedlich erhalten. Teilweise sind die Wege verschliffen erhalten, T. bis ca. 0,5 m, und teils sind im Gelände bis zu drei annähernd parallele, gut erhaltene Hohlwege sichtbar, T. bis 2 m. Teilabschnitt der mittelalterlichen Wegeverbindung Uslar-Volpriehausen-Hardegsen. - Teilstück ID: 35505115 - Teilstück ID: 35505091 | 34819081 | BW             |

## Hettensen
| Lage                        | Bezeichnung                    | Beschreibung | ID       | Bild           |
| --------------------------- | ------------------------------ | --- | -------- | -------------- |
| 51° 37′ 20″ N, 9° 45′ 10″ O | Hettensen 1, Wüstung Vredewolt | Siedlungsspuren auf einer Fläche von ca. 180 (NNO-SSW) × 140 m. Herausragend ist der bis zum vierten Stock erhaltene Turm einer Wehrkirche mit umgebender Wallgrabenanlage. Der Turm der Kirche, dessen O-Wand nicht erhalten ist, verfügt über einen quadratischen Grundriss von 6 m Seitenlänge. Das mit gleicher Br. anschließende Kirchenschiff ist heute nur noch als Schutthügel von ca. 1 m H. und ca. 17 m L. erhalten, wobei sich aber an der SO-Mauerkante des Kirchturms noch deutlich erkennbar der Ansatz des Kirchenschiffdaches abzeichnet. Die umgebende Wehrgrabenanlage hat einen leicht trapezförmigen Grundriss von max. 65 (WNW-OSO) × 55 m Fläche und ist über Erdbrücken an der NW-Ecke und der SW-Ecke zu übergehen. Der Aushub des Grabens bildet im N-Bereich einen Außenwall, im S-Bereich wurde er beiderseits des Wehrgrabens abgelagert. Die lichte Graben-Br. beträgt durchschnittlich 6 – 8 m, die T. schwankt zwischen 1,5 und 1,8 m. In der NO-Ecke der Wehrgrabenanlage liegen ein runder Hügel und nördl. davon ein verschleifter langovaler Hügel. Hüttenlehmfunde, vor allem auf dem Rundhügel, deuten darauf hin, dass hier vermutlich zwei Fachwerkgebäude gestanden haben. | 34819294 | Weitere Bilder |

## Trögen
| Lage                       | Bezeichnung        | Beschreibung | ID       | Bild           |
| -------------------------- | ------------------ | --- | -------- | -------------- |
| 51° 40′ 31″ N, 9° 49′ 7″ O | Trögen 1, Burgberg | Turmburg mit doppeltem Wallgrabensystem im nordöstl. bis südl. Bereich. Im SW, W und NW durch natürlichen Steilhang geschützt. Dm. des Turmhügels ca. 35 m, H. ca. 5 m; das Hügelplateau verfügt über eine Fläche von ca. 15 × 25 m, H. Grabensohle - Wallkrone im inneren Graben ca. 5 m, im äußeren Graben ca. 3 m. Die Grabenenden laufen jeweils am Steilhang aus. Die Hangflächen des Burghügels und die beiden Wälle bzw. Gräben sind steil geböscht. Von den bei Denecke 1969 (s. Lit.) erwähnten Grundmauerresten ist heute nichts mehr erkennbar. Im Jahre 1974 wurde eine Erläuterungstafel aufgestellt und eine hölzerne Brücke über die Wallgräben zum Burghügelplateau errichtet. Die Brücke ist heute stark verrottet und tw. eingestürzt. | 34819261 | Weitere Bilder |